# 강심장 VS
《강심장 VS》(强心臟VS)는 SBS TV에서 방송되는 텔레비전 프로그램이다.

## 기획 의도
극과 극 성향, 취향으로 네 편! 내 편! 편 가르기를 형성하며 VS 놀이가 트렌드가 된 시대! 서로 상반된 성향의 두 집단 연예인들이 펼치는 본격 'VS' 토크쇼!

## 제작진
- 극본 : 김미경, 김재연, 백윤경, 전민주, 박희경, 최혜진, 정금옥, 조민정, 심세영, 최해담
- 연출 : 김동욱, 한비인, 한예슬, 한민희

## 진행자
- 전현무
- 문세윤
- 엄지윤
- 조현아 (어반자카파)

## 게스트
- 1회 : 산다라박, 이국주, 신기루, 김두영, 에이전트 H
- 2회 : 홍석천, 이나연, 유민상, 박세미, 정혁
- 3회 : 이무생, 조우종, 줄리안 퀸타르트, 션, 브라이언
- 4회 : 손범수, 이진호, 미나명, 츄, 하리무
- 5회 : 이현이, 이은형, 황재균, 이주승, 김새롬
- 6회 : 박준금, 황현희, 김용명, 고은아, 언에듀케이티드 키드
- 7회 : 박지현, 안보현, 강상준, 김신비, 정가희
- 8회 : 홍진호, 궤도, 서동주, 김지민, 심진화
- 9회 : 박준형 (g.o.d), 이지훈, 조준호, 조준현, 이재율
- 10회 : 배종옥, 오윤아, 송해나, 이호철, 10기 정숙
- 11회 : 남창희, 바다, 이원지, 김수용, 김수찬
- 12회 : 김병옥, 사유리, 립제이, 모니카, 윤성빈
- 13회 : 이기광 (하이라이트), 오정연, 장예원, 강재준, 유정수
- 14회 : 강주은, 김윤지, 양준혁, 이상준, 서남용
- 15회 : 김준현, 이지혜, 솔비, 케이윌, 이석훈 (SG 워너비)
- 16회 : 윤태영, 이준, 이유비, 이정신 (씨엔블루), 김도훈
- 17회 : 하니, 장동민, 이장원, 이승국, 박지윤
- 18회 : 남규리, 이홍기 (FT 아일랜드), 조권 (2AM), 정이랑, 윤수현

## 시청률

### 2023년
| 회차 | 방송일    | 시청률          |
| 회차 | 방송일    | 대한민국 (전국) |
| ---- | --------- | --------------- |
| 1    | 12월 5일  | 2.0%            |
| 2    | 12월 12일 | 1.8%            |
| 3    | 12월 19일 | 2.5%            |
| 4    | 12월 26일 | 2.6%            |

### 2024년
최저 시청률과 최고 시청률은 시청률 조사회사와 지역별로 시청률에 차이가 있을 수 있습니다.
| 회차 | 방송일   | 시청률          |
| 회차 | 방송일   | 대한민국 (전국) |
| ---- | -------- | --------------- |
| 5    | 1월 2일  | 2.5%            |
| 6    | 1월 9일  | 2.7%            |
| 7    | 1월 16일 | 2.4%            |
| 8    | 1월 23일 | 1.9%            |
| 9    | 1월 30일 | 2.3%            |
| 10   | 2월 6일  | 3.1%            |
| 11   | 2월 13일 | 2.1%            |
| 12   | 2월 20일 | 2.1%            |
| 13   | 2월 27일 | 2.4%            |
| 14   | 3월 5일  | 2.8%            |
| 15   | 3월 12일 | 2.6%            |
| 16   | 3월 19일 | 2.1%            |
| 17   | 4월 9일  | 1.8%            |
| 18   | 4월 16일 | 2.3%            |

## 수상 경력
- 2023년 SBS 연예대상
  - 라이징 스타상 : 엄지윤

## 결방 사유

### 2024년
- 3월 26일 : 영화 귀공자 편성으로 인한 결방
- 4월 2일 : 푸바오와 할부지 시즌2 최종회 편성으로 인한 결방

## 같이 보기
- 강심장 - 2010년대판
- 강심장 리그